# 東和束村
東和束村（ひがしわづかむら）は、京都府相楽郡にあった村。現在の和束町中心部の東方にあたる。

## 地理
- 山岳：鷲峰山、三ヶ岳
- 河川：和束川

## 歴史

### 村名の由来
和束郷の東部にあったことによる。

### 沿革
- 1889年（明治22年）4月1日 - 町村制の施行により、原山村・門前村・園村・中村の区域をもって発足。
- 1954年（昭和29年）12月15日 - 西和束村・中和束村と合併して和束町が発足。同日東和束村廃止。

## 行政

### 公共機関
- 木津警察署東和束村巡査駐在所 - 原山

## 教育

### 小学校
- 東和束村立東和束小学校 - 1876年（明治9年）園小学校として園村に創立。1878年（明治11年）7月齋明小学校、1887年（明治20年）9月園村尋常小学校、1889年（明治22年）4月東和束尋常小学校、1903年（明治36年）4月東和束尋常高等小学校、1941年（昭和16年）4月東和束国民学校、1947年（昭和22年）4月東和束小学校に改称。

### 高等学校
- 京都府立木津高等学校和束分校（定時制） - 1948年設置、1989年閉校。